# AO Egaleo
El Athlītikos Omilos Egaleo es un club de fútbol griego de la ciudad de Egaleo. Fue fundado en 1946 y juega en la Segunda Superliga de Grecia.

## Datos del club
- Temporadas en 1ª: 23
- Temporadas en 2ª: 13
- Mejor puesto en la liga: 4° 1971
- Peor puesto en la liga: 17° 1977

## Participación en competiciones de la UEFA
| Temporada | Torneo             | Ronda   | Club              | Casa | Visita | Ref.        |
| --------- | ------------------ | ------- | ----------------- | ---- | ------ | ----------- |
| 2002–03   | UEFA Intertoto Cup | 3       | Fulham            | 1–1  | 0–1    | [ 1 ] [ 2 ] |
| 2003–04   | UEFA Intertoto Cup | 3       | Koper             | 2–3  | 2–2    | [ 3 ] [ 4 ] |
| 2004–05   | UEFA Cup           | 1       | Gençlerbirliği    | 1–0  | 1–1    | [ 5 ]       |
| 2004–05   | UEFA Cup           | Grupo E | Middlesbrough     | 0–1  |        | [ 6 ]       |
| 2004–05   | UEFA Cup           | Grupo E | Partizan Belgrade |      | 0–4    | [ 7 ]       |
| 2004–05   | UEFA Cup           | Grupo E | Lazio             | 2–2  |        | [ 8 ]       |
| 2004–05   | UEFA Cup           | Grupo E | Villarreal        |      | 0–4    | [ 9 ]       |
| 2005–06   | UEFA Intertoto Cup | 3       | Žalgiris Vilnius  | 1–3  | 3–2    | [ 10 ]      |